# Emissor comú

Figura 1: circuit bàsic de l'emissor comú NPN (neglidant els detalls de polarització).

Figura 2: afegir una resistència emissora disminueix el guany, però augmenta la linealitat i l'estabilitat.

En electrònica, un amplificador d'emissor comú és una de les tres topologies bàsiques d'amplificador d'unió bipolar-transistor (BJT) d'una sola etapa, que s'utilitzen normalment com a amplificador de tensió. Ofereix un gran guany de corrent (normalment 200), una resistència d'entrada mitjana i una resistència de sortida alta. La sortida d'un amplificador d'emissor comú està 180 graus fora de fase respecte al senyal d'entrada.
En aquest circuit, el terminal base del transistor serveix d'entrada, el col·lector és la sortida i l'emissor és comú a tots dos (per exemple, pot estar lligat a una referència de terra o un carril d'alimentació), d'aquí el seu nom. El circuit FET anàleg és l'amplificador de font comuna, i el circuit de tub anàleg és l'amplificador de càtode comú.

## Degeneració de l'emissor
Els amplificadors d'emissor comú donen a l'amplificador una sortida invertida i poden tenir un guany molt elevat que pot variar molt d'un transistor a un altre. El guany és una funció forta de la temperatura i del corrent de polarització, de manera que el guany real és una mica impredictible. L'estabilitat és un altre problema associat amb aquests circuits d'alt guany a causa de qualsevol retroalimentació positiva no intencionada que hi pugui haver.
Altres problemes associats amb el circuit són el rang dinàmic d'entrada baix imposat pel límit de senyal petit; hi ha una gran distorsió si se supera aquest límit i el transistor deixa de comportar-se com el seu model de petit senyal. Una manera habitual d'alleujar aquests problemes és amb la degeneració dels emissors . Això fa referència a l'addició d'una petita resistència entre l'emissor i la font de senyal comuna (per exemple, la referència de terra o un carril d'alimentació). Aquesta impedància {\displaystyle R_{\text{E}}} redueix la transconductància global {\displaystyle G_{m}=g_{m}} del circuit per un factor de {\displaystyle g_{m}R_{\text{E}}+1}, que fa que el guany de tensió
{\displaystyle A_{\text{v}}\triangleq {\frac {v_{\text{out}}}{v_{\text{in}}}}={\frac {-g_{m}R_{\text{C}}}{g_{m}R_{\text{E}}+1}}\approx -{\frac {R_{\text{C}}}{R_{\text{E}}}},} on {\displaystyle g_{m}R_{\text{E}}\gg 1} .
El guany de tensió depèn gairebé exclusivament de la relació de les resistències {\displaystyle R_{\text{C}}/R_{\text{E}}} en lloc de les característiques intrínseques i impredictibles del transistor. Així, les característiques de distorsió i estabilitat del circuit es milloren a costa d'una reducció del guany.
(Tot i que sovint es descriu com a "retroalimentació negativa", ja que redueix el guany, augmenta la impedància d'entrada i redueix la distorsió, és anterior a la invenció de l'amplificador de retroalimentació negativa i no redueix la impedància de sortida ni augmenta l'amplada de banda, com un veritable amplificador de retroalimentació negativa).

## Característiques
A baixes freqüències i utilitzant un model híbrid-pi simplificat, es poden derivar les següents característiques de senyal petit.
|                               | Definició                                                                           | Expressió                                                                        | Expressió                          |
| Amb emissor </br> degeneració | Definició                                                                           | Sense emissor </br> degeneració; és a dir, R E = 0                               |                                    |
| ----------------------------- | ----------------------------------------------------------------------------------- | -------------------------------------------------------------------------------- | ---------------------------------- |
| Guany actual                  | {\displaystyle A_{\text{i}}\triangleq {\frac {i_{\text{out}}}{i_{\text{in}}}}\,}    | {\displaystyle \beta \,}                                                         | {\displaystyle \beta }             |
| Guany de tensió               | {\displaystyle A_{\text{v}}\triangleq {\frac {v_{\text{out}}}{v_{\text{in}}}}\,}    | {\displaystyle -{\frac {\beta R_{\text{C}}}{r_{\pi }+(\beta +1)R_{\text{E}}}}\,} | {\displaystyle -g_{m}R_{\text{C}}} |
| Impedància d'entrada          | {\displaystyle r_{\text{in}}\triangleq {\frac {v_{\text{in}}}{i_{\text{in}}}}\,}    | {\displaystyle r_{\pi }+(\beta +1)R_{\text{E}}\,}                                | {\displaystyle r_{\pi }}           |
| Impedància de sortida         | {\displaystyle r_{\text{out}}\triangleq {\frac {v_{\text{out}}}{i_{\text{out}}}}\,} | {\displaystyle R_{\text{C}}\,}                                                   | {\displaystyle R_{\text{C}}}       |